# Pandemia de COVID-19 en Malasia
Los primeros casos de la pandemia por COVID-19 en Malasia fueron confirmados el 25 de enero de 2020, se trataban de viajeros chinos que llegaron por medio de Singapur.
Al inicio los casos reportados de coronavirus se mantuvieron bajos y eran mayoritariamente importados, en marzo comenzaron a crecer los casos locales. Una reunión religiosa musulmana celebrada en Sri Petaling, Kuala Lumpur, a finales de febrero y principios de marzo provocó el aumento en casos locales, así como la exportación de casos a países vecinos. Los primeros dos fallecimientos por esta enfermedad ocurrieron el 17 de marzo.
Las medidas para combatir la pandemia fueron anunciadas por el primer ministro Muhyiddin Yassin el 13 de marzo a través de una transmisión en vivo. Posteriormente, el 16 de marzo el primer ministro anunció la orden de control de movimiento, que entró en vigor el 18 de marzo de 2020, esta orden pretende reducir el número de contagios a través del distanciamiento social.
Inicialmente reportó el mayor número de casos en el sudeste asiático en marzo y principios de abril, los casos activos diarios en Malasia han disminuido de manera constante desde un máximo de 2.596 a principios de abril a una fluctuación de menos de 250 casos a fines de junio. Desde entonces, el recuento de casos del país ha sido eclipsado por otros países del sudeste asiático como Filipinas (el 14 de abril), Indonesia (el 15 de abril), Singapur (el 18 de abril) y Myanmar (el 28 de septiembre), pero la extensión de su brote sigue siendo más grave que varios otros países del sudeste asiático como Tailandia , Vietnam , Camboya , Brunéi , Laos y Timor Oriental, con un recuento de muertes más alto que en Singapur, Tailandia, Vietnam, Camboya, Brunéi, Laos y Timor Oriental. Se siguen notificando picos periódicos de casos de grupos posteriores dentro de las comunidades locales, enclaves de inmigrantes, centros de detención de inmigrantes, prisiones e instalaciones de salud desde el brote inicial, de los cuales el más grave desde mediados de 2020 es un brote originado en Sabah en septiembre de 2020 el estado ya tiene más de 10,000 casos positivos a octubre del mismo año.Con más de 70.000 casos confirmados, más de 10.000 casos activos y más de 370 muertes, el país ocupa el cuarto lugar en el número de casos y muertes en el sudeste asiático, detrás de Indonesia, Filipinas y Myanmar.
Hasta el 20 de febrero de 2022, se contabiliza la cifra de 3,221,680 casos confirmados, 32,347 fallecidos y 2,937,655 recuperados del virus.

## Nomenclatura
El Ministerio de Salud se refirió originalmente a esta enfermedad como el "Nuevo Coronavirus 2019". Algunos medios se refirieron a esta enfermedad como "Coronavirus de Wuhan". Durante el inicio del brote, los medios malasios lo llamaron " radang paru-paru Wuhan " en malayo, que significa "Wuhan Pneunomia". Luego, algunos medios cambiaron el nombre a " radang paru-paru koronavirus baru " (neumonía por coronavirus nuevo) en malayo. El Ministerio de Salud y la mayoría de los medios ahora se refieren a la enfermedad como "COVID-19", como sugirió la Organización Mundial de la Salud (OMS) el 11 de febrero de 2020.

## Antecedentes
El 12 de enero de 2020, la Organización Mundial de la Salud (OMS) confirmó que un nuevo coronavirus era la causa de una enfermedad respiratoria en un grupo de personas de Wuhan, Hubei, China, el virus fue reportado a la OMS el 31 de diciembre de 2019.
La tasa de mortalidad del COVID-19 ha sido mucho más baja que la del SARS de 2003, pero la transmisión ha sido significativamente mayor, con un número total de muertes significativo.

## Cronología

### Enero de 2020
24 de enero: Ocho ciudadanos chinos fueron puestos en aislamiento en un hotel en Johor Bahru tras tener contacto con una persona infectada en Singapur, ninguno de ellos muestra síntomas de coronavirus. Un niño de dos años sospechoso de estar infectado y sus padres son detenidos en el Aeropuerto Internacional de Senai.
25 de enero: Se confirman los primeros tres casos de coronavirus en Malasia: tres de los ciudadanos chinos aislados. Fueron puestos en cuarentena en el Hospital de Sungai Buloh. Un cuarto caso de coronavirus sin relación con los tres primeros fue detectado en la noche: un hombre de 40 años proveniente de Wuhan.
27 de enero: Se reporta que una mujer de 25 años de Bintulu y dos hermanas de 2 y 4 años de Langkawi están bajo sospechas de contagio. El presidente del Comité de Salud de Kedah anuncia que Hospital de Langkawi y el Hospital Sultanah Bahiyah fueron designados como centros de tratamiento. El primer ministro anuncia que se reforzara la frontera entre Malasia y Brunéi, así como la seguridad del Aeropuerto internacional de Kuching para frenar la propagación del coronavirus. Malasia impone una prohibición temporal a todos los vuelos provenientes de Wuhan.
28 de enero: Tres nuevos casos de coronavirus son confirmados, dos de ellos, la niña de 4 años de Langkawi y una persona de 25 años, ya se encontraban en observación.
30 de enero: Un nuevo caso de coronavirus es confirmado: una mujer china de 49 años, fue ingresada en la sala de aislamiento del Hospital Permai en Johor.

### Febrero de 2020
4 de febrero: Se confirma el primer caso de coronavirus de un ciudadano malayo, anteriormente todos los casos eran de ciudadanos chinos. Ese mismo día se confirmó otro caso, un ciudadano chino de 61 años que llegó desde Wuhan. Se confirma el primer caso de recuperación por coronavirus, una niña de 4 años.
5 de febrero: Dos malayos de 107 ciudadanos evacuados de Wuhan por el gobierno de Malasia dan positivo por coronavirus, aumentando el número de casos a 12. Fueron puestos en aislamiento en el Hospital Tuanku Ja'afar.
6 de febrero: Se confirma el primer caso de coronavirus por transmisión local, la hermana de 40 años del primer ciudadano malayo infectado. Autoridades de salud también confirmaron otro caso de una mujer de 37 años proveniente de Wuhan.
7 de febrero: Se confirma otro caso de coronavirus, elevando el número de casos a 15, una mujer de 59 años que llegó a Johor desde Singapur.
8 de febrero: Se confirma un décimo sexto caso de coronavirus, la madre de una amiga de un infectado que dio positivo el 6 de febrero. La mujer fue puesta en cuarentena en el Hospital Permai. Ese mismo día, se reporta que su cuarto paciente se había recuperado del virus.
9 de febrero: Malasia reporta su décimo séptimo caso de coronavirus, la suegra del noveno caso reportado el 4 de febrero, ambos tuvieron contacto entre el 26 y el 28 de enero por motivo del Año Nuevo chino. Un señor de 63 años se recupera de coronavirus.
10 de febrero: Un ciudadano malayo de 31 años que trabajaba en Macau da positivo por coronavirus, aumentando la cifra de contagiados a 18.

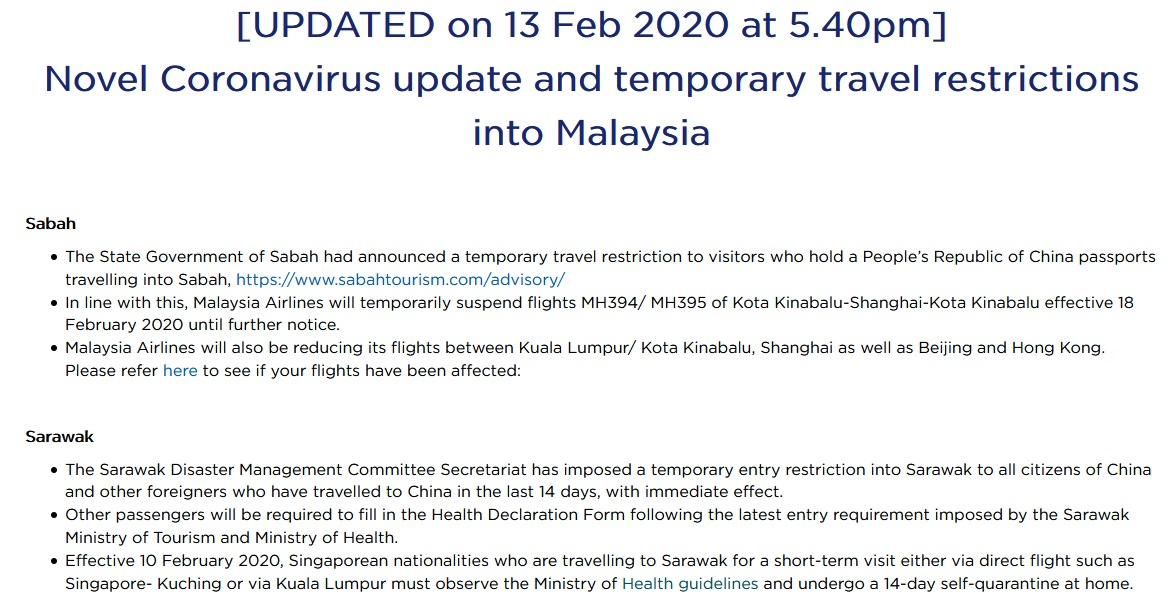
Restricciones temporales de viaje a Malasia el 13 de febrero de 2020, en particular a los estados de Sabah y Sarawak publicadas por Malaysia Airlines.

13 de febrero: Se confirma otro caso de coronavirus, una mujer de 31 años hija del décimo sexto caso confirmado.
15 de febrero: Dos nuevos casos de coronavirus, un empresario de 27 años de Cantón y una mujer de 32 años, aumentan la cifra de contagiados a 21. Ese mismo día, un pasajero del crucero MS Westerdam que desembarcó en Camboya y voló a Malasia da positivo por coronavirus.
16 de febrero: El Ministerio de Salud de Camboya solicitó al gobierno malayo volver a realizar la prueba de COVID-19 al pasajero del crucerp, quien volvió a dar positivo. Una mujer de 59 años se recupera de coronavirus, no se reportaron nuevos casos.
20 de febrero: El ministro de salud reporta que de los 22 contagiados en el país 17 se habían recuperado totalmente del virus, solo quedando 5 casos activos.
21 de febrero: el pasajero del crucero MS Westerdam se recupera de coronavirus.
26 de febrero: El director general de salud, el Dr. Noor Hisham Abdullah, reporta que de los 22 contagiados en el país, solo permanecen dos casos activos. Ese mismo día, una trabajadora de un hospital en el distrito de Kudat en sospecha de estar infectado fue puesto en cuarentena tras regresar de Corea del Sur.
27 de febrero: La trabajadora del hospital en Kudat da negativo a la prueba de coronavirus. Los 22 primeros contagiados de coronavirus se recuperan, pero se registra un nuevo caso de contagio, una mujer mayala de 53 quien viajó a Japón.
27 de febrero a 1 de marzo: En Sri Petaling, Kuala Lumpur, se lleva a cabo una reunión musulmana organizada por Yamaat Tabligh. Se estimó que asistieron más de 16,000 personas de varios países.
28 de febrero: Se registran dos nuevos casos de coronavirus, una mujer japonesa y un hombre italiano. El número total de contagios sube a 25.

### Marzo de 2020

Mapa de distribución de casos activos de COVID-19 por distrito a de 2020

1 de marzo: Se reportan cuatro nuevos casos de coronavirus, todos ciudadanos malayos, uno de ellos viajó a China y otro a Milán. El número total de contagios sube a 29.
3 de marzo: Se reportan siete nuevos casos de coronavirus, elevando el número total de contagios a 36.
6 de marzo: El ministerio de salud reporta 28 nuevos casos de contagio, siendo el mayor número registrado hasta ese momento. El número total de contagios aumenta a 83.
12 de marzo: Malasia reporta 125 casos nuevos, 95 de ellos relacionados con la reunión religiosa. El total de casos confirmados llega a 553.
15 de marzo: Se registran 190 casos de coronavirus, siendo el día con más contagios registrados de marzo.
16 de marzo: El primer ministro Muhyiddin Yassin anuncia la orden de control de movimiento, prohibiendo las reuniones masivas, así como el ingreso de turistas extranjeros al país y el cierre de escuelas.
17 de marzo: Se reportan los primeros dos fallecidos a causa de la pandemia, un pastor de 60 años de Kuching, y un hombre de 34 años que asistió a la reunión religiosa de Tabligh.
18 de marzo: Entra en vigor la orden de control de movimiento por un periodo de 14 días.
25 de marzo: El primer ministro extiende la orden de control de movimiento hasta el 14 de abril.
26 de marzo: El rey de Malasia, Abdullah de Pahang, y su esposa Azizah Aminah Maimunah se impusieron una cuarentena de 14 días después que 7 oficiales del Palacio Nacional dieran positivo de coronavirus.

### Abril de 2020
3 de abril: El director general de salud, Noor Hisham Abdullah, explica que el aumento repentino de casos se debía a la realización de pruebas activas en todo el país, como parte de las medidas aplicadas por la orden de control de movimiento reforzada.
10 de abril: El primer ministro extiende la orden de control de movimiento hasta el 28 de abril.
11 de abril: Para este día, un total de 224 trabajadores de la salud han sido infectados, entre los cuales 41 casos tenían vínculos con los pacientes, y nueve tenían condiciones desconocidas antes de recibir tratamiento.
18 de abril: Los casos diarios en el país mostraron una disminución cuando registraron casos diarios por debajo de 100. El director general de Salud, Noor Hisham Abdullah, dijo que la disminución fue resultado de la acción del gobierno para implementar la Orden de Control de Movimiento a nivel nacional.

### Mayo de 2020
1 de mayo: El primer ministro Muhyiddin Yassin anunció que el cierre del país se relajaría el 4 de mayo, lo que permitiría reabrir la mayoría de las empresas y mantener la prohibición de las reuniones masivas.
2 de mayo: Hasta el 3 de mayo, los casos diarios en el país han vuelto a más de 100. El aumento de casos diarios se debe a la detección de casos en áreas bajo la Orden de Control Restringido de Movimiento y casos de importación extranjera. Los casos diarios registraron una disminución por debajo de 100.
21 de mayo: Se produjo un aumento de casos entre los detenidos en los centros de detención de inmigrantes en Bukit Jalil y Semenyih, Selangor, lo que provocó que el número de casos aumentara a un total de 7.819 casos al 31 de mayo.
22 de mayo: El primer ministro Muhyiddin Yassin entró en cuarentena durante 14 días después de que un funcionario que asistió a una sesión informativa posterior al gabinete el día anterior dio positivo por COVID-19.

### Junio de 2020
1 de junio: Se notificaron un total de 7.857 casos, mientras que el número total de recuperados y muertes fue de 6.404 y 115, respectivamente.
6 de junio: El director general Noor Hisham alentó a los miembros del público a usar máscaras faciales siguiendo el consejo de la Organización Mundial de la Salud de que ayudaba a reducir las infecciones.
30 de junio: Había 164 casos activos, con un total de 8.639 casos. El número de recuperados había aumentado a 8.534 mientras que el número de muertos era de 121.

### Julio de 2020
1 de julio: Había 144 casos activos con un total de 8.640 casos. Se había recuperado un total de 8.375, mientras que el número de muertos ascendía a 121.
20 de julio: El primer ministro Muhyiddin anunció que el Gobierno de Malasia consideraría la obligatoriedad de las mascarillas faciales tras la aparición de 13 agrupaciones tras la relajación de las restricciones de encierro a los viajes y negocios el mes anterior.
31 de julio: Había 207 casos activos con un total de 8,976 casos. El número de recuperados había aumentado a 8.644 mientras que el número de muertos había aumentado a 125.

### Agosto de 2020
1 de agosto: Había 213 casos activos con un total de 8,985 casos. Se han recuperado un total de 8.647, mientras que el número de muertos se mantuvo en 125.
17 de agosto: Se detecta una nueva cepa de SARS-CoV-2 en el país, conocida como DG614, más infecciosa que la D614.
21 de agosto: La hija de Mukhriz Mahathir, Meera Alyanna binti Mukhriz, y su yerno pasaban tiempo en un bar y fueron arrestados por la policía por estar en conflicto con el procedimiento operativo normalizado. Mukhriz también confirmó el incidente posteriormente y agradeció a la policía de Kuala Lumpur por sus acciones rigurosas y justas.
31 de agosto: Había 160 casos activos con un total de 9.340 casos. Se había recuperado un total de 9.054, mientras que el número de muertos había aumentado a 127.

### Octubre de 2020
1 de octubre: Había 1.334 casos activos con un total de 11.484 casos. Se han recuperado un total de 10.014, mientras que el número de muertos había aumentado a 136.
31 de octubre: Había 10.051 casos activos con un total de 31.548 casos. Se han recuperado un total de 21.248, mientras que el número de muertos había aumentado a 249.

### Noviembre de 2020
18 de noviembre: El número de casos de COVID-19 en Malasia alcanzó oficialmente la marca de 50.000. Al día siguiente, el director general Noor Hisham Abdullah anunció que más de 9.000 de los casos de COVID-19 del país se detectaron a través de la aplicación de rastreo de contactos MySejahtera lanzada el 20 de abril.
30 de noviembre: Había un total de 10.578 casos activos con un total de 65.697 casos. Un total de 54.759 se habían recuperado, mientras que el número de muertos había aumentado a 360.

### Diciembre de 2020
4 de diciembre: El número de casos de COVID-19 en Malasia había alcanzado la marca de 70.000.
10 de diciembre: El número total de casos había alcanzado la marca de 80.000 mientras que el número de muertos había aumentado a 402.
| Casos de COVID-19 en Malasia Muertes Recuperaciones Casos activos 20202021enefebmarabrmayjunjulagosepoctnovdiceneÚltimos 15 días | Casos de COVID-19 en Malasia Muertes Recuperaciones Casos activos 20202021enefebmarabrmayjunjulagosepoctnovdiceneÚltimos 15 días | Casos de COVID-19 en Malasia Muertes Recuperaciones Casos activos 20202021enefebmarabrmayjunjulagosepoctnovdiceneÚltimos 15 días | Casos de COVID-19 en Malasia Muertes Recuperaciones Casos activos 20202021enefebmarabrmayjunjulagosepoctnovdiceneÚltimos 15 días | Casos de COVID-19 en Malasia Muertes Recuperaciones Casos activos 20202021enefebmarabrmayjunjulagosepoctnovdiceneÚltimos 15 días |
| --- | --- | --- | --- | --- |
| Fecha | Fecha | | N.º de casos | N.º de casos |
| 2020-01-24 | 2020-01-24 | | 3(—) | (—) |
| 2020-01-25 | 2020-01-25 | | 4(+33%) | |
| 2020-01-26 | 2020-01-26 | | 4(=) | |
| 2020-01-27 | 2020-01-27 | | 6(+50%) | |
| 2020-01-28 | 2020-01-28 | | 8(+33%) | |
| ⋮ | ⋮ | | 8(=) | (=) |
| 2020-02-03 | 2020-02-03 | | 9(+12%) | |
| 2020-02-04 | 2020-02-04 | | 12(+33%) | |
| 2020-02-05 | 2020-02-05 | | 14(+17%) | |
| 2020-02-06 | 2020-02-06 | | 14(=) | |
| 2020-02-07 | 2020-02-07 | | 15(+7,1%) | |
| 2020-02-08 | 2020-02-08 | | 16(+6,7%) | |
| 2020-02-09 | 2020-02-09 | | 18(+12%) | |
| ⋮ | ⋮ | | 18(=) | (=) |
| 2020-02-12 | 2020-02-12 | | 19(+5,6%) | |
| 2020-02-13 | 2020-02-13 | | 19(=) | |
| 2020-02-14 | 2020-02-14 | | 21(+11%) | |
| 2020-02-15 | 2020-02-15 | | 21(=) | |
| 2020-02-16 | 2020-02-16 | | 22(+4,8%) | |
| 2020-02-17 | 2020-02-17 | | 22(=) | |
| 2020-02-18 | 2020-02-18 | | 22(=) | |
| 2020-02-19 | 2020-02-19 | | 22(=) | |
| ⋮ | ⋮ | | 22(=) | (=) |
| 2020-02-23 | 2020-02-23 | | 22(=) | |
| 2020-02-24 | 2020-02-24 | | 22(=) | |
| ⋮ | ⋮ | | 22(=) | (=) |
| 2020-02-27 | 2020-02-27 | | 24(+9,1%) | |
| 2020-02-28 | 2020-02-28 | | 25(+4,2%) | |
| 2020-02-29 | 2020-02-29 | | 29(+16%) | |
| 2020-03-01 | 2020-03-01 | | 29(=) | |
| 2020-03-02 | 2020-03-02 | | 33(+14%) | |
| 2020-03-03 | 2020-03-03 | | 36(+9,1%) | |
| 2020-03-04 | 2020-03-04 | | 50(+39%) | |
| 2020-03-05 | 2020-03-05 | | 55(+10%) | |
| 2020-03-06 | 2020-03-06 | | 83(+51%) | |
| 2020-03-07 | 2020-03-07 | | 93(+12%) | |
| 2020-03-08 | 2020-03-08 | | 99(+6,5%) | |
| 2020-03-09 | 2020-03-09 | | 118(+19%) | |
| 2020-03-10 | 2020-03-10 | | 130(+10%) | |
| 2020-03-11 | 2020-03-11 | | 149(+15%) | |
| 2020-03-12 | 2020-03-12 | | 158(+6%) | |
| 2020-03-13 | 2020-03-13 | | 200(+27%) | |
| 2020-03-14 | 2020-03-14 | | 242(+21%) | |
| 2020-03-15 | 2020-03-15 | | 428(+77%) | |
| 2020-03-16 | 2020-03-16 | | 553(+29%) | |
| 2020-03-17 | 2020-03-17 | | 673(+22%) | |
| 2020-03-18 | 2020-03-18 | | 790(+17%) | |
| 2020-03-19 | 2020-03-19 | | 900(+14%) | |
| 2020-03-20 | 2020-03-20 | | 1030(+14%) | |
| 2020-03-21 | 2020-03-21 | | 1183(+15%) | |
| 2020-03-22 | 2020-03-22 | | 1306(+10%) | |
| 2020-03-23 | 2020-03-23 | | 1518(+16%) | |
| 2020-03-24 | 2020-03-24 | | 1624(+7%) | |
| 2020-03-25 | 2020-03-25 | | 1796(+11%) | |
| 2020-03-26 | 2020-03-26 | | 2031(+13%) | |
| 2020-03-27 | 2020-03-27 | | 2161(+6,4%) | |
| 2020-03-28 | 2020-03-28 | | 2320(+7,4%) | |
| 2020-03-29 | 2020-03-29 | | 2470(+6,5%) | |
| 2020-03-30 | 2020-03-30 | | 2626(+6,3%) | |
| 2020-03-31 | 2020-03-31 | | 2766(+5,3%) | |
| 2020-04-01 | 2020-04-01 | | 2908(+5,1%) | |
| 2020-04-02 | 2020-04-02 | | 3116(+7,2%) | |
| 2020-04-03 | 2020-04-03 | | 3333(+7%) | |
| 2020-04-04 | 2020-04-04 | | 3483(+4,5%) | |
| 2020-04-05 | 2020-04-05 | | 3662(+5,1%) | |
| 2020-04-06 | 2020-04-06 | | 3793(+3,6%) | |
| 2020-04-07 | 2020-04-07 | | 3963(+4,5%) | |
| 2020-04-08 | 2020-04-08 | | 4119(+3,9%) | |
| 2020-04-09 | 2020-04-09 | | 4228(+2,6%) | |
| 2020-04-10 | 2020-04-10 | | 4346(+2,8%) | |
| 2020-04-11 | 2020-04-11 | | 4530(+4,2%) | |
| 2020-04-12 | 2020-04-12 | | 4683(+3,4%) | |
| 2020-04-13 | 2020-04-13 | | 4817(+2,9%) | |
| 2020-04-14 | 2020-04-14 | | 4987(+3,5%) | |
| 2020-04-15 | 2020-04-15 | | 5072(+1,7%) | |
| 2020-04-16 | 2020-04-16 | | 5182(+2,2%) | |
| 2020-04-17 | 2020-04-17 | | 5251(+1,3%) | |
| 2020-04-18 | 2020-04-18 | | 5305(+1%) | |
| 2020-04-19 | 2020-04-19 | | 5389(+1,6%) | |
| 2020-04-20 | 2020-04-20 | | 5425(+0,67%) | |
| 2020-04-21 | 2020-04-21 | | 5482(+1,1%) | |
| 2020-04-22 | 2020-04-22 | | 5532(+0,91%) | |
| 2020-04-23 | 2020-04-23 | | 5603(+1,3%) | |
| 2020-04-24 | 2020-04-24 | | 5691(+1,6%) | |
| 2020-04-25 | 2020-04-25 | | 5742(+0,9%) | |
| 2020-04-26 | 2020-04-26 | | 5780(+0,66%) | |
| 2020-04-27 | 2020-04-27 | | 5820(+0,69%) | |
| 2020-04-28 | 2020-04-28 | | 5851(+0,53%) | |
| 2020-04-29 | 2020-04-29 | | 5945(+1,6%) | |
| 2020-04-30 | 2020-04-30 | | 6002(+0,96%) | |
| 2020-05-01 | 2020-05-01 | | 6071(+1,1%) | |
| 2020-05-02 | 2020-05-02 | | 6176(+1,7%) | |
| 2020-05-03 | 2020-05-03 | | 6298(+2%) | |
| 2020-05-04 | 2020-05-04 | | 6353(+0,87%) | |
| 2020-05-05 | 2020-05-05 | | 6383(+0,47%) | |
| 2020-05-06 | 2020-05-06 | | 6428(+0,7%) | |
| 2020-05-07 | 2020-05-07 | | 6467(+0,61%) | |
| 2020-05-08 | 2020-05-08 | | 6535(+1,1%) | |
| 2020-05-09 | 2020-05-09 | | 6589(+0,83%) | |
| 2020-05-10 | 2020-05-10 | | 6656(+1%) | |
| 2020-05-11 | 2020-05-11 | | 6726(+1,1%) | |
| 2020-05-12 | 2020-05-12 | | 6742(+0,24%) | |
| 2020-05-13 | 2020-05-13 | | 6779(+0,55%) | |
| 2020-05-14 | 2020-05-14 | | 6819(+0,59%) | |
| 2020-05-15 | 2020-05-15 | | 6855(+0,53%) | |
| 2020-05-16 | 2020-05-16 | | 6872(+0,25%) | |
| 2020-05-17 | 2020-05-17 | | 6894(+0,32%) | |
| 2020-05-18 | 2020-05-18 | | 6941(+0,68%) | |
| 2020-05-19 | 2020-05-19 | | 6978(+0,53%) | |
| 2020-05-20 | 2020-05-20 | | 7009(+0,44%) | |
| 2020-05-21 | 2020-05-21 | | 7059(+0,71%) | |
| 2020-05-22 | 2020-05-22 | | 7137(+1,1%) | |
| 2020-05-23 | 2020-05-23 | | 7185(+0,67%) | |
| 2020-05-24 | 2020-05-24 | | 7245(+0,84%) | |
| 2020-05-25 | 2020-05-25 | | 7417(+2,4%) | |
| 2020-05-26 | 2020-05-26 | | 7604(+2,5%) | |
| 2020-05-27 | 2020-05-27 | | 7619(+0,2%) | |
| 2020-05-28 | 2020-05-28 | | 7629(+0,13%) | |
| 2020-05-29 | 2020-05-29 | | 7732(+1,4%) | |
| 2020-05-30 | 2020-05-30 | | 7762(+0,39%) | |
| 2020-05-31 | 2020-05-31 | | 7819(+0,73%) | |
| 2020-06-01 | 2020-06-01 | | 7857(+0,49%) | |
| 2020-06-02 | 2020-06-02 | | 7877(+0,25%) | |
| 2020-06-03 | 2020-06-03 | | 7970(+1,2%) | |
| 2020-06-04 | 2020-06-04 | | 8247(+3,5%) | |
| 2020-06-05 | 2020-06-05 | | 8266(+0,23%) | |
| 2020-06-06 | 2020-06-06 | | 8303(+0,45%) | |
| 2020-06-07 | 2020-06-07 | | 8322(+0,23%) | |
| 2020-06-08 | 2020-06-08 | | 8329(+0,08%) | |
| 2020-06-09 | 2020-06-09 | | 8336(+0,08%) | |
| 2020-06-10 | 2020-06-10 | | 8338(+0,02%) | |
| 2020-06-11 | 2020-06-11 | | 8369(+0,37%) | |
| 2020-06-12 | 2020-06-12 | | 8402(+0,39%) | |
| 2020-06-13 | 2020-06-13 | | 8445(+0,51%) | |
| 2020-06-14 | 2020-06-14 | | 8453(+0,09%) | |
| 2020-06-15 | 2020-06-15 | | 8494(+0,49%) | |
| 2020-06-16 | 2020-06-16 | | 8505(+0,13%) | |
| 2020-06-17 | 2020-06-17 | | 8515(+0,12%) | |
| 2020-06-18 | 2020-06-18 | | 8529(+0,16%) | |
| 2020-06-19 | 2020-06-19 | | 8535(+0,07%) | |
| 2020-06-20 | 2020-06-20 | | 8556(+0,25%) | |
| 2020-06-21 | 2020-06-21 | | 8572(+0,19%) | |
| 2020-06-22 | 2020-06-22 | | 8587(+0,17%) | |
| 2020-06-23 | 2020-06-23 | | 8590(+0,03%) | |
| 2020-06-24 | 2020-06-24 | | 8596(+0,07%) | |
| 2020-06-25 | 2020-06-25 | | 8600(+0,05%) | |
| 2020-06-26 | 2020-06-26 | | 8606(+0,07%) | |
| 2020-06-27 | 2020-06-27 | | 8616(+0,12%) | |
| 2020-06-28 | 2020-06-28 | | 8634(+0,21%) | |
| 2020-06-29 | 2020-06-29 | | 8637(+0,03%) | |
| 2020-06-30 | 2020-06-30 | | 8639(+0,02%) | |
| 2020-07-01 | 2020-07-01 | | 8640(+0,01%) | |
| 2020-07-02 | 2020-07-02 | | 8643(+0,03%) | |
| 2020-07-03 | 2020-07-03 | | 8648(+0,06%) | |
| 2020-07-04 | 2020-07-04 | | 8658(+0,12%) | |
| 2020-07-05 | 2020-07-05 | | 8663(+0,06%) | |
| 2020-07-06 | 2020-07-06 | | 8668(+0,06%) | |
| 2020-07-07 | 2020-07-07 | | 8674(+0,07%) | |
| 2020-07-08 | 2020-07-08 | | 8677(+0,03%) | |
| 2020-07-09 | 2020-07-09 | | 8683(+0,07%) | |
| 2020-07-10 | 2020-07-10 | | 8696(+0,15%) | |
| 2020-07-11 | 2020-07-11 | | 8704(+0,09%) | |
| 2020-07-12 | 2020-07-12 | | 8718(+0,16%) | |
| 2020-07-13 | 2020-07-13 | | 8725(+0,08%) | |
| 2020-07-14 | 2020-07-14 | | 8729(+0,05%) | |
| 2020-07-15 | 2020-07-15 | | 8734(+0,06%) | |
| 2020-07-16 | 2020-07-16 | | 8737(+0,03%) | |
| 2020-07-17 | 2020-07-17 | | 8755(+0,21%) | |
| 2020-07-18 | 2020-07-18 | | 8764(+0,1%) | |
| 2020-07-19 | 2020-07-19 | | 8779(+0,17%) | |
| 2020-07-20 | 2020-07-20 | | 8800(+0,24%) | |
| 2020-07-21 | 2020-07-21 | | 8815(+0,17%) | |
| 2020-07-22 | 2020-07-22 | | 8831(+0,18%) | |
| 2020-07-23 | 2020-07-23 | | 8840(+0,1%) | |
| 2020-07-24 | 2020-07-24 | | 8861(+0,24%) | |
| 2020-07-25 | 2020-07-25 | | 8884(+0,26%) | |
| 2020-07-26 | 2020-07-26 | | 8897(+0,15%) | |
| 2020-07-27 | 2020-07-27 | | 8904(+0,08%) | |
| 2020-07-28 | 2020-07-28 | | 8943(+0,44%) | |
| 2020-07-29 | 2020-07-29 | | 8956(+0,15%) | |
| 2020-07-30 | 2020-07-30 | | 8964(+0,09%) | |
| 2020-07-31 | 2020-07-31 | | 8976(+0,13%) | |
| 2020-08-01 | 2020-08-01 | | 8985(+0,1%) | |
| 2020-08-02 | 2020-08-02 | | 8999(+0,16%) | |
| 2020-08-03 | 2020-08-03 | | 9001(+0,02%) | |
| 2020-08-04 | 2020-08-04 | | 9002(+0,01%) | |
| 2020-08-05 | 2020-08-05 | | 9023(+0,23%) | |
| 2020-08-06 | 2020-08-06 | | 9038(+0,17%) | |
| 2020-08-07 | 2020-08-07 | | 9063(+0,28%) | |
| 2020-08-08 | 2020-08-08 | | 9070(+0,08%) | |
| 2020-08-09 | 2020-08-09 | | 9083(+0,14%) | |
| 2020-08-10 | 2020-08-10 | | 9094(+0,12%) | |
| 2020-08-11 | 2020-08-11 | | 9103(+0,1%) | |
| 2020-08-12 | 2020-08-12 | | 9114(+0,12%) | |
| 2020-08-13 | 2020-08-13 | | 9129(+0,16%) | |
| 2020-08-14 | 2020-08-14 | | 9149(+0,22%) | |
| 2020-08-15 | 2020-08-15 | | 9175(+0,28%) | |
| 2020-08-16 | 2020-08-16 | | 9200(+0,27%) | |
| 2020-08-17 | 2020-08-17 | | 9212(+0,13%) | |
| 2020-08-18 | 2020-08-18 | | 9219(+0,08%) | |
| 2020-08-19 | 2020-08-19 | | 9235(+0,17%) | |
| 2020-08-20 | 2020-08-20 | | 9240(+0,05%) | |
| 2020-08-21 | 2020-08-21 | | 9249(+0,1%) | |
| 2020-08-22 | 2020-08-22 | | 9257(+0,09%) | |
| 2020-08-23 | 2020-08-23 | | 9267(+0,11%) | |
| 2020-08-24 | 2020-08-24 | | 9274(+0,08%) | |
| 2020-08-25 | 2020-08-25 | | 9285(+0,12%) | |
| 2020-08-26 | 2020-08-26 | | 9291(+0,06%) | |
| 2020-08-27 | 2020-08-27 | | 9296(+0,05%) | |
| 2020-08-28 | 2020-08-28 | | 9306(+0,11%) | |
| 2020-08-29 | 2020-08-29 | | 9317(+0,12%) | |
| 2020-08-30 | 2020-08-30 | | 9334(+0,18%) | |
| 2020-08-31 | 2020-08-31 | | 9340(+0,06%) | |
| 2020-09-01 | 2020-09-01 | | 9354(+0,15%) | |
| 2020-09-02 | 2020-09-02 | | 9360(+0,06%) | |
| 2020-09-03 | 2020-09-03 | | 9374(+0,15%) | |
| 2020-09-04 | 2020-09-04 | | 9385(+0,12%) | |
| 2020-09-05 | 2020-09-05 | | 9391(+0,06%) | |
| 2020-09-06 | 2020-09-06 | | 9397(+0,06%) | |
| 2020-09-07 | 2020-09-07 | | 9459(+0,66%) | |
| 2020-09-08 | 2020-09-08 | | 9559(+1,1%) | |
| 2020-09-09 | 2020-09-09 | | 9583(+0,25%) | |
| 2020-09-10 | 2020-09-10 | | 9628(+0,47%) | |
| 2020-09-11 | 2020-09-11 | | 9810(+1,9%) | |
| 2020-09-12 | 2020-09-12 | | 9868(+0,59%) | |
| 2020-09-13 | 2020-09-13 | | 9915(+0,48%) | |
| 2020-09-14 | 2020-09-14 | | 9946(+0,31%) | |
| 2020-09-15 | 2020-09-15 | | 9969(+0,23%) | |
| 2020-09-16 | 2020-09-16 | | 10 031(+0,62%) | |
| 2020-09-17 | 2020-09-17 | | 10 052(+0,21%) | |
| 2020-09-18 | 2020-09-18 | | 10 147(+0,95%) | |
| 2020-09-19 | 2020-09-19 | | 10 167(+0,2%) | |
| 2020-09-20 | 2020-09-20 | | 10 219(+0,51%) | |
| 2020-09-21 | 2020-09-21 | | 10 276(+0,56%) | |
| 2020-09-22 | 2020-09-22 | | 10 358(+0,8%) | |
| 2020-09-23 | 2020-09-23 | | 10 505(+1,4%) | |
| 2020-09-24 | 2020-09-24 | | 10 576(+0,68%) | |
| 2020-09-25 | 2020-09-25 | | 10 687(+1%) | |
| 2020-09-26 | 2020-09-26 | | 10 769(+0,77%) | |
| 2020-09-27 | 2020-09-27 | | 10 919(+1,4%) | |
| 2020-09-28 | 2020-09-28 | | 11 034(+1,1%) | |
| 2020-09-29 | 2020-09-29 | | 11 135(+0,92%) | |
| 2020-09-30 | 2020-09-30 | | 11 224(+0,8%) | |
| 2020-10-01 | 2020-10-01 | | 11 484(+2,3%) | |
| 2020-10-02 | 2020-10-02 | | 11 771(+2,5%) | |
| 2020-10-03 | 2020-10-03 | | 12 088(+2,7%) | |
| 2020-10-04 | 2020-10-04 | | 12 381(+2,4%) | |
| 2020-10-05 | 2020-10-05 | | 12 813(+3,5%) | |
| 2020-10-06 | 2020-10-06 | | 13 504(+5,4%) | |
| 2020-10-07 | 2020-10-07 | | 13 993(+3,6%) | |
| 2020-10-08 | 2020-10-08 | | 14 368(+2,7%) | |
| 2020-10-09 | 2020-10-09 | | 14 722(+2,5%) | |
| 2020-10-10 | 2020-10-10 | | 15 096(+2,5%) | |
| 2020-10-11 | 2020-10-11 | | 15 657(+3,7%) | |
| 2020-10-12 | 2020-10-12 | | 16 220(+3,6%) | |
| 2020-10-13 | 2020-10-13 | | 16 880(+4,1%) | |
| 2020-10-14 | 2020-10-14 | | 17 540(+3,9%) | |
| 2020-10-15 | 2020-10-15 | | 18 129(+3,4%) | |
| 2020-10-16 | 2020-10-16 | | 18 758(+3,5%) | |
| 2020-10-17 | 2020-10-17 | | 19 627(+4,6%) | |
| 2020-10-18 | 2020-10-18 | | 20 498(+4,4%) | |
| 2020-10-19 | 2020-10-19 | | 21 363(+4,2%) | |
| 2020-10-20 | 2020-10-20 | | 22 225(+4%) | |
| 2020-10-21 | 2020-10-21 | | 22 957(+3,3%) | |
| 2020-10-22 | 2020-10-22 | | 23 804(+3,7%) | |
| 2020-10-23 | 2020-10-23 | | 24 514(+3%) | |
| 2020-10-24 | 2020-10-24 | | 25 742(+5%) | |
| 2020-10-25 | 2020-10-25 | | 26 565(+3,2%) | |
| 2020-10-26 | 2020-10-26 | | 27 805(+4,7%) | |
| 2020-10-27 | 2020-10-27 | | 28 640(+3%) | |
| 2020-10-28 | 2020-10-28 | | 29 441(+2,8%) | |
| 2020-10-29 | 2020-10-29 | | 30 090(+2,2%) | |
| 2020-10-30 | 2020-10-30 | | 30 889(+2,7%) | |
| 2020-10-31 | 2020-10-31 | | 31 548(+2,1%) | |
| 2020-11-01 | 2020-11-01 | | 32 505(+3%) | |
| 2020-11-02 | 2020-11-02 | | 33 339(+2,6%) | |
| 2020-11-03 | 2020-11-03 | | 34 393(+3,2%) | |
| 2020-11-04 | 2020-11-04 | | 35 425(+3%) | |
| 2020-11-05 | 2020-11-05 | | 36 434(+2,8%) | |
| 2020-11-06 | 2020-11-06 | | 38 189(+4,8%) | |
| 2020-11-07 | 2020-11-07 | | 39 357(+3,1%) | |
| 2020-11-08 | 2020-11-08 | | 40 209(+2,2%) | |
| 2020-11-09 | 2020-11-09 | | 41 181(+2,4%) | |
| 2020-11-10 | 2020-11-10 | | 42 050(+2,1%) | |
| 2020-11-11 | 2020-11-11 | | 42 872(+2%) | |
| 2020-11-12 | 2020-11-12 | | 43 791(+2,1%) | |
| 2020-11-13 | 2020-11-13 | | 45 095(+3%) | |
| 2020-11-14 | 2020-11-14 | | 46 209(+2,5%) | |
| 2020-11-15 | 2020-11-15 | | 47 417(+2,6%) | |
| 2020-11-16 | 2020-11-16 | | 48 520(+2,3%) | |
| 2020-11-17 | 2020-11-17 | | 49 730(+2,5%) | |
| 2020-11-18 | 2020-11-18 | | 50 390(+1,3%) | |
| 2020-11-19 | 2020-11-19 | | 51 680(+2,6%) | |
| 2020-11-20 | 2020-11-20 | | 52 638(+1,9%) | |
| 2020-11-21 | 2020-11-21 | | 53 679(+2%) | |
| 2020-11-22 | 2020-11-22 | | 54 775(+2%) | |
| 2020-11-23 | 2020-11-23 | | 56 659(+3,4%) | |
| 2020-11-24 | 2020-11-24 | | 58 847(+3,9%) | |
| 2020-11-25 | 2020-11-25 | | 59 817(+1,6%) | |
| 2020-11-26 | 2020-11-26 | | 60 752(+1,6%) | |
| 2020-11-27 | 2020-11-27 | | 61 861(+1,8%) | |
| 2020-11-28 | 2020-11-28 | | 63 176(+2,1%) | |
| 2020-11-29 | 2020-11-29 | | 64 485(+2,1%) | |
| 2020-11-30 | 2020-11-30 | | 65 697(+1,9%) | |
| 2020-12-01 | 2020-12-01 | | 67 169(+2,2%) | |
| 2020-12-02 | 2020-12-02 | | 68 020(+1,3%) | |
| 2020-12-03 | 2020-12-03 | | 69 095(+1,6%) | |
| 2020-12-04 | 2020-12-04 | | 70 236(+1,7%) | |
| 2020-12-05 | 2020-12-05 | | 71 359(+1,6%) | |
| 2020-12-06 | 2020-12-06 | | 72 694(+1,9%) | |
| 2020-12-07 | 2020-12-07 | | 74 294(+2,2%) | |
| 2020-12-08 | 2020-12-08 | | 75 306(+1,4%) | |
| 2020-12-09 | 2020-12-09 | | 76 265(+1,3%) | |
| 2020-12-10 | 2020-12-10 | | 78 499(+2,9%) | |
| 2020-12-11 | 2020-12-11 | | 80 309(+2,3%) | |
| 2020-12-12 | 2020-12-12 | | 82 246(+2,4%) | |
| 2020-12-13 | 2020-12-13 | | 83 475(+1,5%) | |
| 2020-12-14 | 2020-12-14 | | 84 846(+1,6%) | |
| 2020-12-15 | 2020-12-15 | | 86 618(+2,1%) | |
| 2020-12-16 | 2020-12-16 | | 87 913(+1,5%) | |
| 2020-12-17 | 2020-12-17 | | 89 133(+1,4%) | |
| 2020-12-18 | 2020-12-18 | | 90 816(+1,9%) | |
| 2020-12-19 | 2020-12-19 | | 91 969(+1,3%) | |
| 2020-12-20 | 2020-12-20 | | 93 309(+1,5%) | |
| 2020-12-21 | 2020-12-21 | | 95 327(+2,2%) | |
| 2020-12-22 | 2020-12-22 | | 97 389(+2,2%) | |
| 2020-12-23 | 2020-12-23 | | 98 737(+1,4%) | |
| 2020-12-24 | 2020-12-24 | | 100 318(+1,6%) | |
| 2020-12-25 | 2020-12-25 | | 101 565(+1,2%) | |
| 2020-12-26 | 2020-12-26 | | 103 900(+2,3%) | |
| 2020-12-27 | 2020-12-27 | | 105 096(+1,2%) | |
| 2020-12-28 | 2020-12-28 | | 106 690(+1,5%) | |
| 2020-12-29 | 2020-12-29 | | 108 615(+1,8%) | |
| 2020-12-30 | 2020-12-30 | | 110 485(+1,7%) | |
| 2020-12-31 | 2020-12-31 | | 113 010(+2,3%) | |
| 2021-01-01 | 2021-01-01 | | 115 078(+1,8%) | |
| Fuente: Ministry of Health of Malaysia                                                                                           | | | | |

## Impacto

### Turismo
El impacto económico debido a la pandemia ha afectado severamente el sector turístico del país. Se estimaron perdidas económicas de 3.37 mil millones de ringgit en los primeros dos meses del año. Malasia recibe turistas principalmente de China, Singapur e Indonesia. La industria hotelera ha sido una de las más afectadas, para el 17 de febrero, se cancelaron 157,000 reservaciones de hoteles, mayoritariamente de turistas chinos, lo que causó una pérdida de 66 millones de ringgit. La industria de la aviación es otra de las más afectadas.

### Escuelas
El Ministerio de Educación de Malasia anuncia que todas las actividades extracurriculares en las escuelas se suspenderán a partir de marzo de 2020 hasta nuevo aviso.
El 15 de abril, el ministro de Educación, Mohd Radzi Md Jidin, anunció que los exámenes Ujian Penilaian Sekolah Rendah (UPSR) y Pentaksiran Tingkatan Tiga (PT3) para estudiantes estándar seis y tres se cancelaron para 2020 a la luz de la pandemia de COVID-19. También anunció que todos los demás exámenes escolares importantes, incluidos Sijil Pelajaran Malaysia (SPM) y Sijil Tinggi Persekolahan Malaysia (STPM), se pospondrían hasta 2021 y agosto de 2020, respectivamente.
El 23 de junio, el Ministerio de Educación anunció cambios en las vacaciones escolares para ayudar a las escuelas a planificar mejor las lecciones que habían sido interrumpidas por la pandemia COVID-19 y la Orden de control de movimientos. La pausa de mitad de período se reduciría de nueve a cinco días. El receso de fin de año en las escuelas de los estados del Grupo A ( Johor , Kedah , Kelantan y Terengganu ) se reduciría de 42 a 14 días. El descanso de fin de año en los estados del Grupo B ( Malaca , Negri Sembilan , Pahang , Perak , Perlis , Penang , Sabah , Sarawak ,Selangor , Kuala Lumpur , Labuan y Putrajaya ) se reduciría de 41 a 13 días. El Ministerio de Educación confirmó que el año escolar 2020 ahora totalizará 168 días. En respuesta, el exministro de Educación Maszlee Malik criticó al Ministerio por no consultar con los maestros y los sindicatos de maestros, incluido el Sindicato Nacional de Profesión Docente y el Sindicato de Maestros Malayos de Malasia Occidental antes de enmendar el período escolar.
Tras un resurgimiento de casos en todo el país en octubre y principios de noviembre, el ministro de Educación, Mohd Radzi Md Jidin, anunció que todas las escuelas y albergues escolares en Malasia cerrarán entre el 9 de noviembre de 2020 y el 20 de enero de 2021 en conjunto con las restricciones renovadas de la Orden de control de movimiento condicional que entrarán en vigor. vigente el 9 de noviembre.

## Medidas preventivas del gobierno

### Orden de control de movimiento
A partir del 15 de marzo, Malasia experimentó un aumento significativo en los casos activos. El primer ministro de Malasia realizó una transmisión en vivo a nivel nacional el 16 de marzo de 2020 a las 10:00 pm ( UTC + 8 ) para anunciar la decisión del gobierno federal de implementar la Orden de Control de Movimiento (MCO). Según el discurso en vivo de esa noche, se han impuesto seis restricciones:
1. El público tiene prohibido reunirse en masa o asistir a eventos masivos, incluidas actividades religiosas, deportivas, sociales y culturales. Todos los lugares de culto y locales comerciales deben estar cerrados, excepto los supermercados, mercados públicos, tiendas de abarrotes y tiendas de conveniencia que venden artículos de primera necesidad. Para los musulmanes, todas las actividades religiosas en las mezquitas, incluidas las oraciones de los viernes, se aplazan de acuerdo con la decisión tomada el 15 de marzo de 2020 por la Reunión del Comité Especial de Muzakarah del Consejo Nacional de Fatwa.[100]

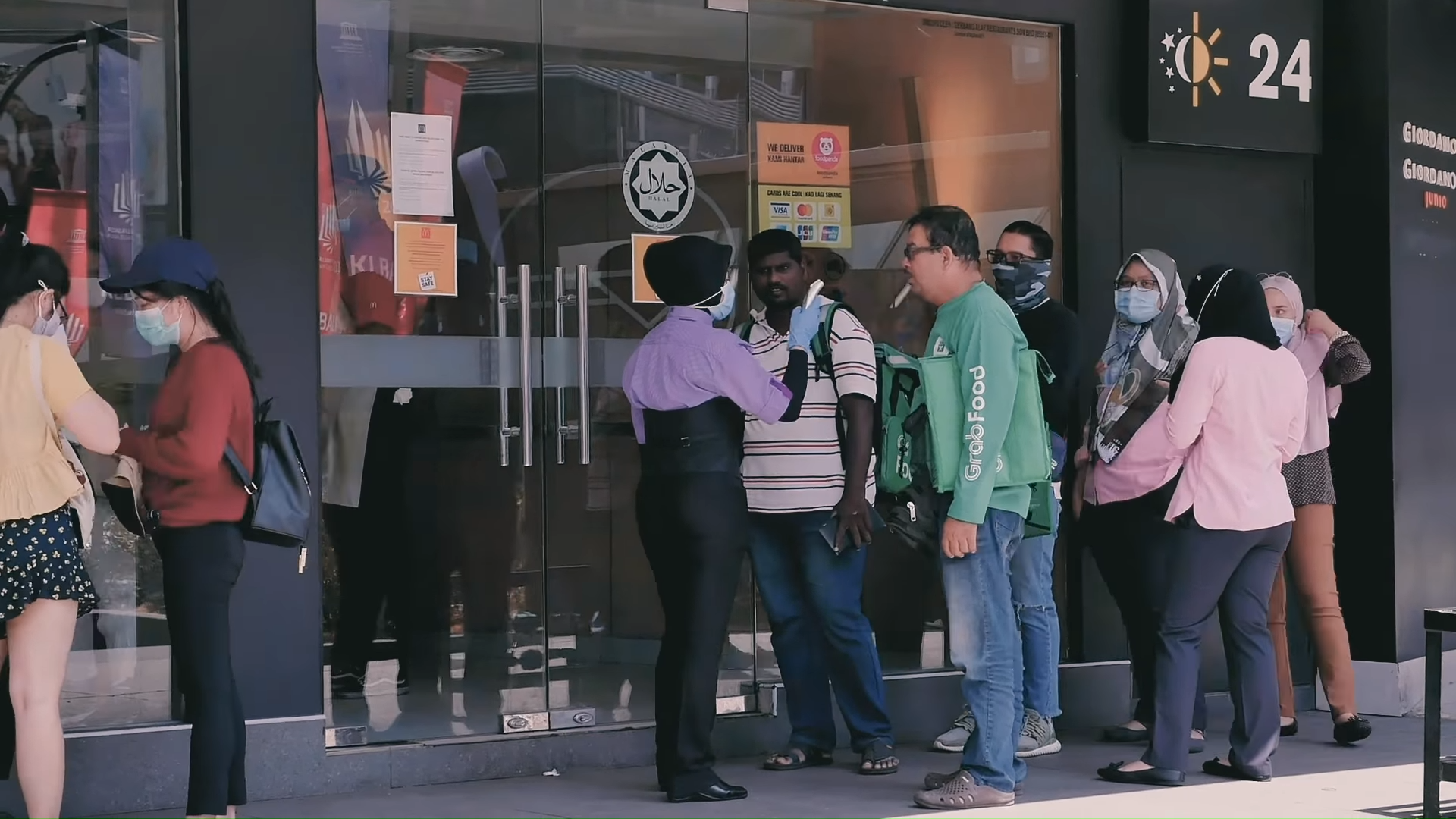
Chequeo de temperatura en la ciudad de Kuala Lumpur.

1. Los malasios que regresan del extranjero deben someterse a un chequeo médico y una autocuarentena durante 14 días.[100]
2. Los turistas y visitantes extranjeros están restringidos a ingresar al país.[100]
3. Cierre de todos los jardines de infancia, escuelas públicas y privadas, incluidas las escuelas diarias, los internados, las escuelas internacionales, los centros tahfiz y otras instituciones primarias, secundarias y preuniversitarias.
4. Cierre de todas las instituciones de educación superior (IPT) públicas y privadas e institutos de formación profesional.[100]
5. Cierre de todas las instalaciones gubernamentales y privadas, excepto los servicios esenciales (agua, electricidad, energía, telecomunicaciones, correo, transporte, riego, petróleo, gas, combustible, lubricantes, radiodifusión, finanzas, banca, salud, farmacia, incendio, prisión, puerto, aeropuerto, seguridad, defensa, limpieza, comercio minorista y suministro de alimentos).[100]

La orden debía estar en vigor originalmente del 18 de marzo al 31 de marzo, pero se ha extendido cuatro veces como "fases" adicionales de dos semanas en el transcurso de dos meses:
- La Fase 2, anunciada el 25 de marzo, extiende la MCO hasta el 14 de abril,[103][104]  medida que continúan aumentando los casos nuevos.
- La fase 3, anunciada el 10 de abril, extiende la MCO hasta el 28 de abril,[105][106]  ya que la OMS proyectaba que el número de casos alcanzaría su punto máximo a mediados de abril.[107][108]
- La fase 4, anunciada el 23 de abril, extiende la MCO hasta el 12 de mayo.[109]
- El 10 de mayo, la Orden de control de circulación condicional se prorrogó hasta el 9 de junio, la cuarta prórroga desde el 18 de marzo. A diferencia de las demás, esta extensión está programada para durar aproximadamente un mes.[110][111]
- El 6 de junio, el director general confirmó que la orden de control de movimiento permanecería en vigor ya que Malasia todavía está siendo supervisada en virtud de la Ley de Prevención y Control de Enfermedades Infecciosas de 1988.[112]  El 7 de junio, el primer ministro Muhyiddin Yassin anunció que el Condicional La Orden de control de movimiento finalizaría el 9 de junio, y el país pasaría a la fase de Orden de control de movimiento de recuperación (RMCO) durante el resto de 2020.[113]
- El 28 de agosto, el primer ministro Muhyiddin Yassin anunció que la Orden de control del movimiento de recuperación se prorrogaría hasta el 31 de diciembre de 2020.[114][115][116]

### Prevención de epidemias para la inmigración

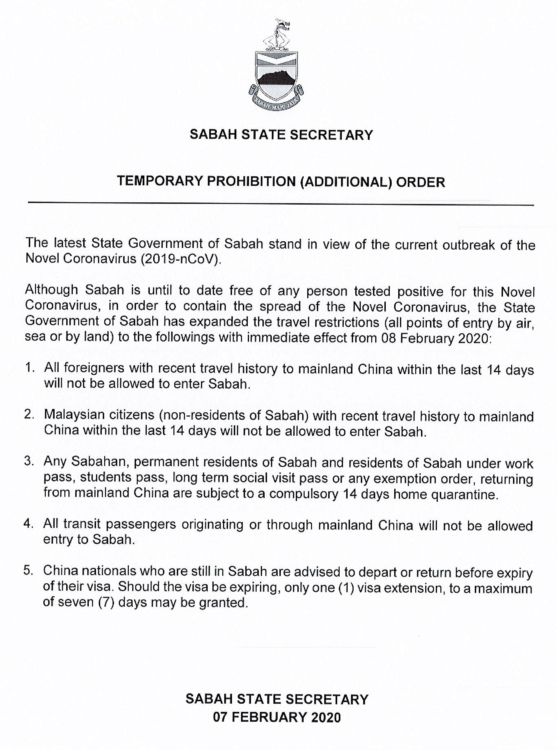
Prohibición del 7 de febrero en Sabah

Con la orden de control de movimiento vigente desde el 18 de marzo, todos los ciudadanos tienen prohibido salir del país y los extranjeros también tienen prohibido ingresar al país.

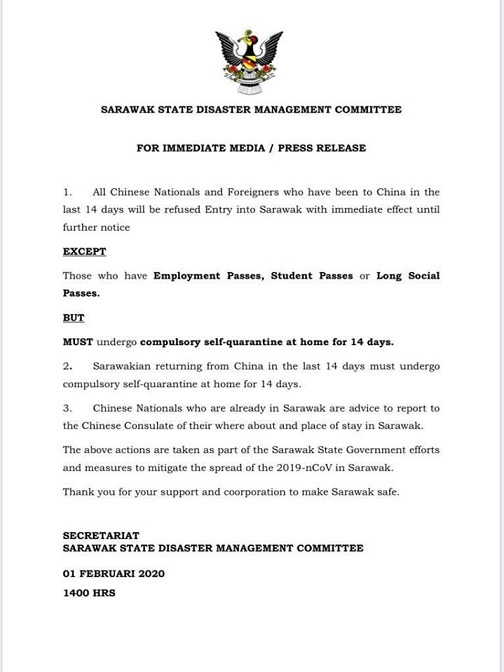
Prohibición del 1 de febrero en Sarawak

Desde que se informó la primera ola del virus, se introdujeron escáneres térmicos en los puntos fronterizos con las autoridades sanitarias de Malasia en alerta máxima.  Después de la prohibición de viajar desde Hubei el 27 de enero, el gobierno federal de Malasia extendió su prohibición a las provincias chinas de Jiangsu y Zhejiang el 9 de febrero.  El estado de Sabah amplió su restricción de viaje a todos los puntos de entrada por aire, mar o tierra a partir del 8 de febrero, involucrando a todos, excepto a los ciudadanos de Sabah con antecedentes de viajes recientes a China continental en un plazo de 14 días, mientras que los ciudadanos de Sabah con dicho historial de viajes deben someterse a una cuarentena de 14 días en casa. El estado de Sarawak cerró sus fronteras a todos los visitantes chinos con efecto inmediato el 1 de febrero, a excepción de las personas con pases de empleo, pases de estudiantes o pases de visita social a largo plazo. Sin embargo, esos visitantes debían someterse a una auto cuarentena en casa durante 14 días.  Con el aumento de casos en Corea del Sur, tanto el gobierno de Sabah como el de Sarawak comenzaron a extender sus restricciones de viaje al país a partir del 1 de marzo.  El 4 de marzo, Sarawak agregó además a Italia e Irán en su lista de restricciones de viaje.
El 5 de marzo, Malasia agregó siete regiones a su lista de restricciones de viaje, que incluyen Lombardía , Véneto y Emilia-Romaña en Italia; Hokkaido en Japón; y Teherán , Qom y Gilan en Irán.  El 10 de marzo, Sabah también comenzó a agregar a Italia e Irán en su lista de restricciones.  El 11 de marzo, Malasia anunció una restricción total a los ciudadanos extranjeros directamente de Italia, Irán y Corea del Sur a partir del 13 de marzo, mientras que los malasios de esos países serán puestos en cuarentena durante 14 días. Tras el cierre del 13 de marzo en Dinamarca, Malasia ha añadido al país a su lista de prohibiciones de viaje a partir del 14 de marzo.
El 6 de abril, los visitantes de las siguientes regiones pueden ingresar a Malasia exclusivamente por vía aérea: Angola, Burkina Faso, Burundi, Camerún, República Centroafricana, Congo, RD Congo, Costa de Marfil, Yibuti, Guinea Ecuatorial, Eritrea, Etiopía, Ghana, Guinea-Bissau, Liberia, Mali, Mozambique, Níger, Nigeria, Ruanda y Sahara Occidental.
El 1 de septiembre, el ministro principal Ismail Sabri Yaakob anunció que los titulares de pases a largo plazo de la India, Indonesia y Filipinas no podrían ingresar a Malasia debido a un aumento de casos en esos países a partir del 7 de septiembre.
El 7 de septiembre, el Departamento de Inmigración prohibió a ciudadanos de 23 países con un alto número de casos de COVID-19, incluidos Estados Unidos, Brasil, India, Rusia, Perú, Colombia, Sudáfrica, México, España, Argentina, Chile, Irán, Bangladés. , Reino Unido, Arabia Saudita, Pakistán, Francia, Turquía, Italia, Alemania, Irak, Filipinas e Indonesia. La prohibición incluye a residentes permanentes, participantes del programa "Malasia Mi Segundo Hogar" y expatriados, titulares de pases de visita profesional, cónyuges de ciudadanos malasios y estudiantes.

### Arreglos de cuarentena y alerta de viaje al extranjero
Las siguientes son advertencias y arreglos de cuarentena para viajes de ida y vuelta:
| Nivel de alerta | País                      | Fecha de emisión     | Fecha de cancelación | Nota |
| --------------- | ------------------------- | -------------------- | -------------------- | --- |
| Prohibir        | China                     | 9 de febrero de 2020 | En vigor             | En respuesta a la pandemia de coronavirus de 2020 en China continental , el gobierno anunció que los viajeros de las tres provincias chinas de Hubei , Jiangsu y Zhejiang están prohibidos con efecto inmediato a partir del 9 de febrero. |
| Prohibir        | Iran Italia Corea del sur | 13 de marzo de 2020  | En vigor             | En respuesta a la pandemia de coronavirus de 2020 en Irán , Italia y Corea del Sur , el gobierno anunció que todos los ciudadanos de Malasia, residentes permanentes y personas con permisos de residencia a largo plazo a partir de esa fecha deben ser puestos en cuarentena en sus hogares durante 14 días después de regresar de los tres países. |
| Prohibir        | Dinamarcca                | 14 de marzo de 2020  | En vigor             | En respuesta a la pandemia de coronavirus de 2020 en Dinamarca y su reciente cierre , el gobierno anunció una prohibición de viajar al país. |
| Prohibir        | Todos los países          | 18 de marzo de 2020  | En vigor             | Con la orden de control de movimiento vigente desde el 18 de marzo, todos los ciudadanos tienen prohibido salir del país y los extranjeros también tienen prohibido ingresar al país. |

### Centros de pruebas y tratamiento
El 5 de enero, comenzó a funcionar el Centro Nacional de Preparación y Respuesta ante Crisis (CPRC) dependiente del Ministerio de Salud de Malasia.  A principios de febrero, se informó que 57 hospitales brindan servicios de detección de coronavirus,  mientras que entre ellos, 26 hospitales gubernamentales son responsables de la confirmación del coronavirus y los pacientes sospechosos.  Con el rápido aumento de infecciones, el gobierno federal ha designado un total adicional de 409 sitios en todo el país como zonas de cuarentena para pacientes con coronavirus, que incluyen universidades públicas, colegios comunitarios, institutos técnicos, ex Servicio Nacional(PLKN) campamentos, centros de formación, politécnicos y hoteles de propiedad de ministerios, departamentos, agencias y órganos estatutarios federales.  Al 2 de mayo de 2020, se habían asignado 5484 camas en 40 hospitales, 3873 camas (además de 2100 camas en reserva) en 26 centros de extensión hospitalaria / centros COVID-19 de bajo riesgo, 422 camas de UCI y 1059 ventiladores para pacientes con COVID-19.
El 8 de abril, un consorcio de laboratorios asociados en Malasia que comprende Gribbles Pathology, Quantum Diagnostics y Clinipath Malaysia lanzó el programa de recolección y prueba de COVID-19 más grande del país para aumentar la capacidad de prueba. Como parte de una iniciativa conjunta de los Ministerios de Educación Superior y Ciencia, Tecnología e Innovación para ayudar al Ministerio de Salud, se convocó a universidades públicas de Malasia que también ofrecen capacidad científica y de investigación con 10 laboratorios de diagnóstico en instituciones públicas de educación superior en el país. en la realización de 16,500 pruebas de coronavirus diarias. A pesar de las capacidades adicionales para realizar más pruebas, el Ministerio de Salud había declarado que el país aún no ha encontrado sus kits de prueba rápida adecuados para resolver la creciente acumulación de casos de resultados pendientes junto con la revelación de que el suministro existente de kits de prueba de reactivos de coronavirus podría solo duran otra semana, lo que hace que el Ministerio de Salud se abastezca de otros países, incluido Singapur.  Como respuesta, la Federación de Asociaciones Chinas de Malasia (Hua Zong) ha pedido al gobierno federal que garantice suficientes reactivos para el kit de prueba de coronavirus para el país, especialmente entre los estados del este de Malasia de Sabah y Sarawak que, según se informa, están luchando a la fuente de reactivos del kit de prueba.
El ensayo Solidarity , lanzado por la OMS para comparar la seguridad y la eficacia de los protocolos de tratamiento que incluyen cloroquina , hidroxicloroquina , interferón beta , lopinavir / ritonavir y remdesivir , se llevaría a cabo en nueve hospitales gubernamentales de todo el país.
El 3 de julio, el ministro de Salud Adham Baba anunció que tanto los ciudadanos malasios como los extranjeros que viajen a Malasia deberán pagar tarifas cuando se sometan a las pruebas COVID-19 en el marco de Prevención y Control de Enfermedades Infecciosas (Tarifa por Enfermedades por Coronavirus 2019 (COVID-19 ) Test de detección) Reglamento 2020, que entró en vigor el 29 de junio.

#### Investigación de vacunas
A mediados de marzo, Malasia Vaccines and Pharmaceuticals (MVP) Sdn Bhd supuestamente suplicó la cooperación y el apoyo del gobierno federal, y su director ejecutivo afirmó que su empresa se enfrentaba a múltiples reuniones pospuestas en un intento de reunirse con el ministro de salud para solicitar una muestra del Instituto de Investigaciones Médicas (IMR) de Malasia. La tasa de mortalidad infantil se estableció para comenzar las pruebas de vacunas locales existentes en colaboración con el MVP y la Universidad de Malaya 's Enfermedades Infecciosas Tropical de Investigación y Educación Centro (TIDREC) el 25 de marzo. Las pruebas de vacunas locales se llevarán a cabo en el laboratorio TIDREC de la UM, que es una de las instalaciones modulares de nivel 3 de bioseguridad (BSL3) de Malasia que se utilizaban anteriormente para estudiar agentes altamente patógenos como, El coronavirus MERS y el virus Nipah con las vacunas que se probarán primero en el bronquitis infecciosa virus(IBV), que es un coronavirus aviar, ya que investigaciones anteriores muestran que el IBV en las aves de corral tiene una alta similitud genética con el coronavirus humano.
El 6 de octubre, la empresa de ingeniería Bintai Kinden celebró un acuerdo de distribución y licencia (DLA) con la empresa estadounidense Generex Biotechnology Corp y su subsidiaria NuGenerex Immuno-Oncology Inc para distribuir su vacuna COVID-19 en Malasia a través de su subsidiaria Bintai Healthcare. La empresa también tendrá el primer derecho de negativa a explotar comercialmente la vacuna en Australia, Nueva Zelanda y el mercado halal global.
El 18 de noviembre, el ministro de Ciencia, Tecnología e Innovación Khairy Jamaluddin firmó un acuerdo con el ministro de Ciencia y Tecnología de China , Wang Zhigang, para que Malasia tenga acceso prioritario a las vacunas COVID-19 desarrolladas en China.

### Repatriación de ciudadanos malasios en el extranjero
| Formulario de registro de repatriación para funcionarios no principales malasios en el extranjero | Formulario de registro de repatriación para funcionarios no principales malasios en el extranjero | Formulario de registro de repatriación para funcionarios no principales malasios en el extranjero | Formulario de registro de repatriación para funcionarios no principales malasios en el extranjero |
| Fecha de salida                                                                                   | Número de pasajeros                                                                               | Aeropuerto de salida                                                                              | Aeropuerto de llegada                                                                             |
| ------------------------------------------------------------------------------------------------- | ------------------------------------------------------------------------------------------------- | ------------------------------------------------------------------------------------------------- | ------------------------------------------------------------------------------------------------- |
| 4 de febrero de 2020                                                                              | 107                                                                                               | Wuhan - Tianhe                                                                                    | KL - Sepang                                                                                       |
| 26 de febrero de 2020                                                                             | 66                                                                                                | Wuhan - Tianhe                                                                                    | KL - Sepang                                                                                       |
| 21 de marzo de 2020                                                                               | 212                                                                                               | Tashkent - Islam Karimov                                                                          | KL - Sepang                                                                                       |
| 22 de marzo de 2020                                                                               | 55 (compuesto por 46 malasios , ocho singapurenses y un indonesio)                                | Teherán - Imam Khomeini                                                                           | KL - Sepang                                                                                       |
| 27 de marzo de 2020                                                                               | 162                                                                                               | HCMC - Tan Son Nhat                                                                               | KL - Sepang                                                                                       |
| 30 de marzo de 2020                                                                               | 179                                                                                               | Amritsar - Sri Guru Ram Dass Jee                                                                  | KL - Sepang                                                                                       |
| 31 de marzo de 2020                                                                               | 144                                                                                               | Yangon - Mingaladon                                                                               | KL - Sepang                                                                                       |
| 1 de abril de 2020                                                                                | 121                                                                                               | Bangkok - Suvarnabhumi                                                                            | KL - Sepang                                                                                       |
| 2 de abril de 2020                                                                                | 160                                                                                               | Medan - Kualanamu                                                                                 | KL - Sepang                                                                                       |
| 11 de abril de 2020                                                                               | 110                                                                                               | Islamabad - Fateh Jang                                                                            | KL - Sepang                                                                                       |

El gobierno de Malasia ha hecho de la repatriación de sus ciudadanos en el extranjero una prioridad; comenzando con las primeras repatriaciones desde China.  Durante la primera repatriación, se encontró que dos personas estaban infectadas con el virus y posteriormente fueron puestas en cuarentena y tratadas en el país hasta que se recuperaron por completo.
El 21 de marzo, un total de 212 malasios llegaron desde Uzbekistán a través de un vuelo patrocinado por el gobierno de Uzbekistán que también se está utilizando para repatriar a ciudadanos uzbekos en Malasia.  Ese mismo día, 372 malasios partieron de Tamil Nadu en dos vuelos fletados. El 22 de marzo, se informó que el gobierno de Malasia estaba esperando el permiso del gobierno de la India para organizar seis vuelos más para evacuar a los malasios que aún se encuentran en la India.
El 31 de marzo, el ministro de Defensa, Datuk Seri Ismail Sabri Yaakob, anunció que todos los malasios que regresaran del extranjero tendrían que someterse a una cuarentena obligatoria de dos semanas en los centros de cuarentena designados en todo el país.  Ese mismo día, el viceministro de Relaciones Exteriores Kamaruddin Jaffar confirmó que 4.374 malayos estaban varados en el extranjero debido a las restricciones de viaje y las demoras creadas por la pandemia mundial del coronavio. Esta cifra solo incluye a los malasios que compraron billetes de ida y vuelta pero no pudieron regresar debido a restricciones de viaje. Según Kamaruddin, 2.156 malasios están varados en India, 680 en Indonesia, 337 en Tailandia, 226 en Australia, 153 en Nueva Zelanda, 128 en Pakistán y 121 en Arabia Saudita.
El 5 de abril, el Departamento de Inmigración de Johor anunció que se exigiría a los malayos con permisos de trabajo de Singapur que se sometieran a pruebas de hisopado en clínicas y hospitales de Singapur para demostrar que están libres del coronavirus para regresar a Johor.  Ese mismo día, el viceministro de Relaciones Exteriores Kamaruddin anunció que el Gobierno había traído de regreso a 4.811 malasios varados de los países afectados. También elevó el número de malasios varados en el extranjero a 2.298: 1.016 en India, 172 en Tailandia, 136 en Nueva Zelanda, 128 en Pakistán, 122 en Vietnam, 83 en Arabia Saudita, 77 en Australia, 66 en Filipinas, 65 en Sri Lanka y 43 en Nepal.

### Repatriación de ciudadanos extranjeros
El 18 de abril, la Embajada de los Estados Unidos en Kuala Lumpur aconsejó a los ciudadanos estadounidenses en Malasia que desearan regresar a casa que hicieran arreglos comerciales lo antes posible, a menos que hubieran hecho planes para permanecer en Malasia. La Embajada de Estados Unidos también aclaró que el Gobierno de Estados Unidos no tenía previsto contratar vuelos chárter para evacuar a sus ciudadanos. Según la circular del 29 de enero del Ministerio de Salud de Malasia, los extranjeros en Malasia no tendrán que pagar las pruebas de COVID-19 ni el tratamiento ambulatorio en los hospitales gubernamentales; Este anuncio fue reiterado por el director general de salud Datuk Dr. Noor Hisham Abdullah el 23 de marzo de 2020, cuando se le pidió que aclarara una declaración hecha por el primer ministro de que los extranjeros tendrían que pagar por las pruebas de COVID-19.
El 16 de mayo, el Gobierno de Malasia anunció que permitiría a los miembros del programa "Malasia, mi segundo hogar" (MM2H) que estaban varados en el extranjero regresar a Malasia a partir del 17 de mayo. Sin embargo, deben someterse a pruebas de COVID-19 en el lugar donde se encuentran y deben estar certificados como libres del coronavirus para ingresar a Malasia. También estarán en cuarentena durante 14 días.

### Prohibición de eventos de reuniones masiva
Inmediatamente después de los picos de los casos relacionados con el evento Sri Petaling Tabligh , el primer ministro Muhyiddin Yassin anuncia que todos los eventos que involucren reuniones masivas en cualquier género, incluidos internacionales, religiosos, deportivos, reuniones y sociales, deben cancelarse o posponerse hasta el 30 de abril de 2020.   Sin embargo, la fecha de finalización de la prohibición de los medios de recopilación de eventos están sujetos a revisión en función de la situación del brote. Además, el Registro de Sociedades (RoS) prohíbe a todas las partes inscritas en RoS organizar reuniones y actividades hasta el 30 de junio de 2020.

### Lucha contra la desinformación
Algunas personas han sido arrestadas por supuestamente difundir información falsa sobre la pandemia de COVID-19. Al 17 de mayo de 2020, la policía y la Comisión de Comunicación y Multimedia de Malasia (MCMC) habían abierto 265 investigaciones sobre noticias falsas relacionadas con COVID-19. Un total de 30 personas han sido acusadas, 11 recibieron una notificación de advertencia y otras 18 se declararon culpables.

### Máscaras faciales
El 23 de julio, el ministro principal Ismail Sabri Yaakob anunció que será obligatorio que las personas usen máscaras faciales en espacios públicos como mercados y transporte público a partir del 1 de agosto, y los infractores se enfrentarán a una multa de 1.000 ringgit (235 dólares estadounidenses).

## Implicaciones

### Bienestar animal
El 25 de junio, The Sun Daily informó que los refugios de animales se enfrentaban a dificultades financieras al tener que cuidar a numerosos gatos y perros no deseados. El refugio de animales Lost Souls en Kuala Selangor se había dedicado al cultivo de vegetales orgánicos para cubrir sus gastos operativos. Según la Ley de Bienestar Animal, el abandono de animales de compañía es un delito punible con una multa de entre 20.000 y 100.000 ringgit o con una pena de cárcel de hasta tres años.

### Registros de nacimientos y defunciones
El 19 de abril, el ministro de Defensa, Ismail Sabri Yaakob, anunció que el registro de nacimientos y muertes durante la orden de control de movimiento (MCO) se retrasará hasta 90 días a partir de la fecha en que finalice la MCO. Ismail Sabri también anunció que el Ministerio del Interior había decidido que aquellos que necesitaran reemplazar sus tarjetas de identidad MyKad perdidas podrían hacer una cita con las sucursales locales del Departamento de Registro Nacional.

## Relajación de restricciones
El 1 de mayo, el gobierno de Malasia anunció que relajará las restricciones de la Orden de control de movimiento a partir del 4 de mayo como parte de su plan para reactivar gradualmente la economía del país. El ministro de Transporte, el Dr. Wee Ka Siong, confirmó que todos los servicios de transporte público se reanudarían el 4 de mayo. Como parte de la cuarta fase de la Orden de control de circulación, dos miembros de la familia podrán comprar alimentos y otros artículos de primera necesidad. La flexibilización de la MCO generó críticas de políticos y expertos en salud por preocupaciones de que era demasiado pronto, y para el 3 de mayo, más de 420.000 miembros del público habían firmado una petición objetando la MCO condicional y pidiendo el gobierno se quede con la MCO.
El 3 de octubre, el ministro superior Ismail Sabri Yaakob anunció que el gobierno de Malasia no volvería a imponer medidas de cierre a pesar de un aumento en los casos, ya que la mayoría de los casos se informó en centros de detención y distritos aislados.

### Comercio
El 7 de junio, el alcalde de Kuala Lumpur, Nor Hisham Ahmad Dahlan, anunció que el Ayuntamiento de Kuala Lumpur permitirá que los mercados abiertos, los mercados matutinos, los mercados nocturnos y los bazares reabran por etapas después de la implementación de la Orden de control del movimiento de recuperación el 15 de junio.
El 22 de junio, el ministro principal (grupo de seguridad) Ismail Sabri Yaakob anunció que se permitiría reabrir cines, teatros y otros eventos en vivo a partir del 1 de julio, con un límite de 250 personas.
El 10 de julio, el ministro principal, Ismail Sabri Yaakob, anunció que los centros de entretenimiento familiar, incluidos los salones de juegos, los centros de karaoke, los parques de atracciones cubiertos, los centros de entretenimiento educativo para niños y los gimnasios para niños, pueden reanudar sus operaciones a partir del 15 de julio. Sin embargo, las discotecas, pubs y clubes nocturnos aún no pueden reabrir.

### Educación
El 3 de junio, el ministro de Educación, Dr. Mohd Radzi Md Jidin, anunció que el Gobierno distribuiría directrices para la reapertura de escuelas a los maestros el 4 de junio como parte de los esfuerzos para reabrir el sector educativo. El 6 de junio, el director general de Salud, Noor Hisham Abdullah, anunció que los salones de belleza y peluquería podrán reabrir el 10 de junio.
El 10 de junio, el ministro de Educación, Mohd Radzi Md Jidin, confirmó que las escuelas del país comenzarían a reabrir por etapas a partir del 24 de junio, dando prioridad a los estudiantes que realicen exámenes secundarios internacionales equivalentes y secundarios. Como parte de las medidas de distanciamiento social, las escuelas servirán alimentos preenvasados y se controlará la temperatura de todos los estudiantes al ingresar a las escuelas.
El 26 de junio, el ministro principal, Ismail Sabri Yaakob, anunció que pronto se permitiría el funcionamiento de centros de enseñanza, escuelas de educación especial y escuelas privadas.
El 29 de junio, se informó que los centros de preescolar, jardines de infancia, guarderías y guarderías tanto públicos como privados reanudarían sus operaciones a partir del 1 de julio. Además, se ha permitido la reapertura de varias empresas, incluidos spas, centros de bienestar y masaje de pies, cines, teatros y lugares para eventos "en vivo". El Gobierno también ha permitido que se lleven a cabo una variedad de funciones sociales que incluyen reuniones, conferencias, seminarios, cursos, sesiones de Capacitación, bodas, fiestas de compromiso, aniversarios, celebraciones de cumpleaños y reuniones religiosas. Además, también se ha permitido nadar en piscinas públicas, de hotel, condominio, comunidad cerrada y privadas.
El 1 de julio, el ministro de Educación, Mohd Radzi, anunció que las escuelas para otros estudiantes reabrirán en dos etapas a partir del 15 de julio. Los alumnos de los formularios uno a cuatro, los alumnos de quinto y sexto año, los alumnos de remoción de clase y los alumnos del primer semestre del formulario seis regresarán el 15 de julio, mientras que los alumnos de primaria de los grados uno a cuatro volverán a la escuela el 22 de julio. También confirmó que el año académico 2021 se decidirá en una fecha posterior.
El 14 de julio, el ministro principal, Ismail Sabri Yaakob, anunció que se permitiría a las escuelas de conducción reanudar sus cursos y formación.

### Matrimonios
El 21 de junio, el ministro principal Ismail Sabri Yaakob anunció que las parejas cuyo registro de matrimonio se había retrasado como resultado de la Orden de control de movimiento no podían completar el proceso en todas las ONG permitidas en el país, incluidas las organizaciones de clanes, templos, iglesias y cuerpos religiosos. El 22 de junio, Yaakob anunció que el Gobierno anunciaría el miércoles (24 de junio) si las ceremonias se permitirían pronto.

### Lugares de culto
El 28 de mayo, el Ministerio de Unidad Nacional anunció que se había permitido que un total de 174 casas de culto no musulmanas reanudaran sus operaciones a partir del 10 de junio de acuerdo con el Procedimiento operativo estándar para casas de culto en zonas verdes, incluido un número máximo de 30 adoradores, sujeto al tamaño del local. Estas casas de culto incluyen las de Fo Guang Shan ; la Arquidiócesis de Kuala Lumpur, la Confraternidad Cristiana Evangélica Nacional, el Sangam Hindú de Malasia ,el Consejo Gurdwaras de Malasia y la Federación de Asociaciones Taoístas de Malasia. Los matrimonios en templos, iglesias y asociaciones religiosas se han pospuesto hasta el 31 de julio de 2020.
El 15 de junio, el ministro principal, Ismail Sabri Yaakob, anunció que se permitiría reabrir los 5.230 lugares de culto no musulmanes, pero que debían cumplir con las pautas de distanciamiento social que incluyen tomar un tercio de su capacidad habitual y exigir a los asistentes que descarguen la aplicación MySejahtera.
El 3 de julio, el ministro del Departamento del primer ministro (Asuntos Religiosos), Dr. Zulkifli Mohamad Al-Bakri, aclaró que los extranjeros no podrían asistir a las oraciones congregacionales en mezquitas y surau hasta que el Departamento haya estudiado los informes del Departamento Religioso Islámico de los Territorios Federales sobre situación en mezquitas y surau

### Turismo
El 26 de junio, el ministro superior Ismail Sabri Yaakob anunció que los sectores e industrias que dependen del Ministerio de Turismo, Arte y Cultura ,como reuniones, incentivos, convenciones y exposiciones, viajes y ferias comerciales, spa, centros de bienestar y reflexología podrá abrir a partir del 1 de julio. Sin embargo, las empresas turísticas deben cumplir con las medidas de distanciamiento social, limitar las multitudes a 200-250 personas, controlar la temperatura de los clientes, usar máscaras faciales y proporcionar desinfectantes para las manos. Si bien los centros de reflexología proporcionados por ciegos pueden reabrir, solo los malasios pueden trabajar en spas, centros de bienestar y reflexología.

### Viajes
El 7 de junio, el primer ministro Muhyiddin Yassin anunció que los viajes interestatales se permitirían a partir del 10 de junio, excepto en áreas clasificadas bajo la Orden de Control de Movimiento Mejorado (EMCO).
El 13 de junio, el ministro principal Ismail Sabri Yaakob anunció que a los malayos de Malasia peninsular, Sabah y Labuan se les permitiría ingresar a Sarawak sin tener que pedir permiso al Comité de Manejo de Desastres de Sarawak (SDMC) y tomar las pruebas de PCR de COVID-19 antes de partir para el estado.
El 27 de junio, el primer ministro Muhyiddin Yassin y su homólogo de Singapur, Lee Hsien Loong, acordaron que sus gobiernos colaborarían para establecer un Acuerdo de traslado periódico (PCA) que permita a los residentes de ambas naciones que posean pases de inmigración a largo plazo para fines comerciales y laborales en el otro país. país para regresar periódicamente a sus países de origen para vacaciones de corta duración.
El 14 de julio, el ministro de Relaciones Exteriores de Malasia, Hishammuddin Hussein, y la ministra de Relaciones Exteriores de Singapur, Vivian Balakrishnan, anunciaron que los viajes y el tráfico transfronterizos entre los dos países se reanudarán el 10 de agosto de 2020 bajo dos esquemas: el carril verde recíproco (RGL) y el acuerdo de viaje periódico (PCA). El Green Lane recíproco permitirá viajes comerciales y oficiales esenciales entre los dos países, mientras que el Acuerdo de traslado periódico permitirá a los residentes de Singapur y Malasia que tengan pases de trabajo y negocios de inmigración a largo plazo ingresar por motivos de trabajo.
El 23 de julio, el ministro principal, Ismail Sabri Yaakob, anunció que todos los viajeros que ingresaran a Malasia tendrían que someterse a una cuarentena obligatoria en los hoteles y centros de cuarentena a partir del 24 de julio. El 30 de julio, el director general del Departamento de Inmigración, Datuk Khairul Dzaimee, advirtió que a los extranjeros que se nieguen a pagar los costos obligatorios de cuarentena de 4.700 ringgit se les revocarán sus pases de visa social a largo plazo. Los malasios solo tienen que pagar la mitad del costo de la cuarentena.
El 13 de diciembre, el director general de Salud, Noor Hisham, anunció que el Ministerio de Salud había reducido el período de cuarentena de dos semanas a 10 días para todos los viajeros y contactos cercanos de pacientes positivos a COVID-19.

## Estadísticas

### Casos por estados y territorios
| Johor           | 386 369   | 4544   | 10 | 12 |
| Kedah           | 301 937   | 2653   | 14 | 12 |
| Kelantan        | 248 457   | 1420   | 13 | 7  |
| Pahang          | 172 646   | 980    | 10 | 6  |
| Perak           | 207 979   | 1936   | 8  | 8  |
| Selangor        | 1 393 455 | 10 686 | 21 | 16 |
| Terengganu      | 126 733   | 870    | 10 | 7  |
| Negeri Sembilan | 208 410   | 1481   | 18 | 13 |
| Perlis          | 17 630    | 188    | 7  | 7  |
| Malaca          | 126 394   | 1133   | 13 | 12 |
| Pulau Pinang    | 285 912   | 2005   | 16 | 11 |
| Putrajaya       | 22 158    | 44     | 19 | 4  |
| Kuala Lumpur    | 375 381   | 2825   | 21 | 16 |
| Sabah           | 375 631   | 3128   | 10 | 8  |
| Sarawak         | 308 115   | 1739   | 11 | 6  |
| Labuán          | 21 534    | 155    | 22 | 15 |
| Malasia         | 4 578 741 | 35 787 | 14 | 11 |